# Volgsjöfors dämningsområde
Volgsjöfors dämningsområde är en sjö i Vilhelmina kommun i Lappland och ingår i Ångermanälvens huvudavrinningsområde. Sjön har en area på 0,953 kvadratkilometer och ligger 331,1 meter över havet. Sjön avvattnas av vattendraget Ångermanälven.

## Delavrinningsområde
Volgsjöfors dämningsområde ingår i det delavrinningsområde (715894-154491) som SMHI kallar för Utloppet av Volgsjöfors Dämningsomr. Medelhöjden är 331 meter över havet och ytan är 0,95 kvadratkilometer. Räknas de 697 avrinningsområdena uppströms in blir den ackumulerade arean 7 703,77 kvadratkilometer. Avrinningsområdets utflöde Ångermanälven mynnar i havet. Avrinningsområdet har 0,91 kvadratkilometer vattenytor vilket ger det en sjöprocent på 95,3 procent.